# Academia Bengalí
La Paschimbanga Bangla Akademi (en en bengalí: পশ্চিমবঙ্গ বাংলা আকাদেমি) es una institución fundada en 1986 por el Gobierno de Bengala Occidental con el fin de promover la lengua bengalí, así como su literatura y su cultura. Tiene su sede en Calcuta, un importante centro de la cultura bengalí.  
La Academia desempeña un papel esencial en la preservación y difusión del legado lingüístico bengalí. Apoya a escritores, investigadores y académicos publicando sus obras y organizando eventos literarios, conferencias y concursos de lengua.

## Historia
La Paschimbanga Bangla Akademi fue fundada el 20 de mayo de 1986 en Calcuta, bajo el Departamento de Información y Asuntos Culturales del Gobierno de Bengala Occidental, con el objetivo de promover la lengua y la literatura bengalíes en la región. Inspirada en instituciones como la Academia Bangla de Bangladés y la Academia Francesa, fue concebida como un organismo oficial encargado de la regulación lingüística.

## Objetivos
La misión principal de la Academia es racionalizar y reformar la ortografía y gramática del bengalí, compilar diccionarios, enciclopedias y terminología, y promover la lengua y la cultura bengalíes en Bengala Occidental. También se compromete a apoyar a escritores e investigadores ofreciéndoles una plataforma para la publicación y difusión de sus obras. Además, organiza talleres, concursos de escritura y seminarios para animar a jóvenes escritores y asegurar la vitalidad de la literatura bengalí a lo largo de generaciones.

## Actividades
Durante todo el año, la Paschimbanga Bangla Akademi organiza diversas actividades para promover la lengua y la cultura bengalíes. Entre ellas se encuentran conferencias, debates y seminarios sobre temas lingüísticos, literarios y culturales. La Academia también celebra el Día Internacional de la Lengua Materna el 21 de febrero, un evento importante que atrae a un amplio público.
Asimismo, la Academia otorga anualmente premios literarios que reconocen contribuciones destacadas a la literatura bengalí en campos como la poesía, la narrativa, el ensayo y los estudios literarios.

## Publicaciones
La Academia desempeña un papel clave en la edición de obras de referencia, revistas y diccionarios. Publica, por ejemplo, un diccionario oficial de la lengua bengalí muy utilizado por académicos y estudiantes. Entre sus publicaciones más destacadas se encuentra la serie *Rabindra Rachanabali*, que compila las obras completas de Rabindranath Tagore.

## Colaboración internacional
La Paschimbanga Bangla Akademi mantiene vínculos estrechos con instituciones similares, especialmente con la Academia Bangla de Bangladés. Ambas colaboran en proyectos literarios y culturales, fortaleciendo los lazos entre las comunidades bengalíes de India y Bangladés.

## Conexión con Francia
La Academia también ha establecido vínculos con instituciones francesas. Ha colaborado con la Alianza Francesa de Bengala y el Consulado General de Francia en Calcuta para organizar eventos culturales como festivales literarios e intercambios artísticos. Estas iniciativas fomentan un diálogo cultural entre Bengala y Francia, centrado en los valores comunes de diversidad lingüística y patrimonio literario.

## Sede
La sede de la Academia se encuentra en Nandan-Rabindra Sadan, en Calcuta, un complejo emblemático de la cultura bengalí. Este complejo alberga también teatros, galerías de arte y espacios para la música y las artes escénicas, lo que lo convierte en un entorno propicio para los objetivos educativos y culturales de la Academia.